# مطار سيق
مطار سيق (إيكاو: OOSQ ) هو مطار يخدم مدينة سيق في سلطنة عمان. يقع المطار على هضبة تبعد 3 كيلومترات (1.9 ميل) غرب المدينة.
يوجد تضاريس مرتفعة في الاتجاه الغربي حتى الشمالي الشرقي من المطار. يتضمن طول المدرج 60 مترًا (200 قدم) كعتبات إزاحة في كلا الطرفين. تقع منارة الراديو إزكي (المُعرف IZK) على بعد 12.4 ميلًا بحريًا (23 كم) إلى الجنوب الشرقي من المطار.

## روابط خارجية
- تاريخ الحوادث لـ (OOSQ) على شبكة سلامة الطيران.